# Jan Stanisław Drużbic
Jan Stanisław (Stanisław Jan) Drużbic (Drużbicz) z Lipin herbu Junosza (zm. przed 17 października 1713 roku) – podkomorzy bełski od 1712 roku, chorąży bełski w latach 1689–1712, chorąży horodelski w latach 1685–1689, podsędek bełski w latach 1676–1685, pułkownik pospolitego ruszenia województwa bełskiego w 1703 roku.
Poseł sejmiku bełskiego na sejm 1690 roku. Poseł na sejm elekcyjny 1697 roku z województwa bełskiego. Był elektorem Augusta II Mocnego z województwa bełskiego w 1697 roku.